# Giuseppe Raddi
Giuseppe Raddi (Florencia 1770 - Rodas 1829) fue un botánico y zoólogo italiano. Fue director del Museo de Física e Historia Natural de Florencia.
Originario de Toscana, parte a Brasil en 1817, con los auspicios del gran Duque de Toscana, con la misión científica austríaca, en compañía de Spix, Martius, Pohl y de otros científicos. A su retorno, publica varios artículos sobre sus trabajos en Brasil.
Fallece poco antes de volver de una nueva misión a Egipto, de Jean-François Champollion.

## Publicaciones
- rodolfo e. pichi Sermolli, m.p. Bizzarri, giuseppe Raddi. A Revision of Raddi's Pteridological Collection from Brazil: 1817-1818. Pubblicazione 100. 60-61 de Webbia: raccolta di scritti botanici. Editor Centro Studi Erbario Tropicale. Univ. di Firenze, 393 pp. 2005

- giuseppe Raddi. Jungermanniografia etrusca. Memorie di matematica e di fisica 18. Editor Henry & Cohen, 28 pp. en línea 1841

- ---------------------. Quaranta piante nuove del Brasile. Editor Presso la Società tipografica, 35 pp. 1830

- ---------------------. Melastome brasiliane memoria. 62 pp. 1829. Reimpreso por Nabu Press. 66 pp. ISBN 1276425570 2012

- ---------------------. Plantarum Brasiliensum Nova Genera et Species Novae, vel minus cognitae. Florencia Aloisius Pezzati. Obra inacabada. 1825

- ---------------------. Agrostografia brasiliensis: sive, Enumeratio plantarum ad familias naturales graminum et ciperoidarum spectantium. 58 pp. 1823

- ---------------------. Crittogame Brasiliane. 2 vols. Florencia, 33 pp. en línea 1822

- ---------------------. Novarum vel rariorum ex cryptogamia stirpium in agro Florentino collectarum decades duae. Editor Presso Henry & Cohen, 13 pp. 1818

- william j. Hooker, giuseppe Raddi, robert Brown, charles Lyell. 1808. Bryological Papers from the Library of Charles Lyell. Editor v.p. 141 pp. 1808

- giuseppe Raddi. Delle specie nuove di Funghi... Memoria. 1806

## Honores

### Eponimia
Género
- (Celastraceae) Raddisia Leandro[2]

Especies
- (Aspleniaceae) Asplenium raddii Fée[3]

- (Brassicaceae) Coronopus raddii Savi[4]

- (Dennstaedtiaceae) Lindsaea raddiana Klotzsch[5]

- (Dryopteridaceae) Dryopteris raddii Rosenst.[6]

- (Hymenophyllaceae) Sphaerocionium raddianum (Müll.Berol.) Copel.[7]

- (Marattiaceae) Gymnotheca raddiana C.Presl[8]

- (Melastomataceae) Leandra raddii Mart. ex DC.[9]

- (Myrtaceae) Gomidesia raddiana O.Berg[10]

- (Olacaceae) Heisteria raddiana Benth. ex Hook.[11]

- (Plumbaginaceae) Limonium raddianum (Boiss.) Pignatti ex Brullo[12]

- (Poaceae) Stipagrostis raddiana (Savi) De Winter[13]

- (Polygalaceae) Polygala raddiana A.St.-Hil.[14]

- (Polypodiaceae) Pleopeltis raddiana Gaudich.[15]

- (Thelypteridaceae) Christella raddii (Desv.) Pic.Serm.[16]

- (Thelypteridaceae) Thelypteris raddii (Rosenst.) Ponce[17]

- La abreviatura «Raddi» se emplea para indicar a Giuseppe Raddi como autoridad en la descripción y clasificación científica de los vegetales.[18]